# Telescopio Schmidt-Cassegrain

Recorrido de la luz en un telescopio Schmidt–Cassegrain

El telescopio Schmidt-Cassegrain es un tipo de objetivo catadióptrico que combina la trayectoria óptica de un reflector Cassegrain con una cámara de Schmidt para crear un instrumento astronómico compacto que utiliza superficies esféricas simples.

## Invención y diseño

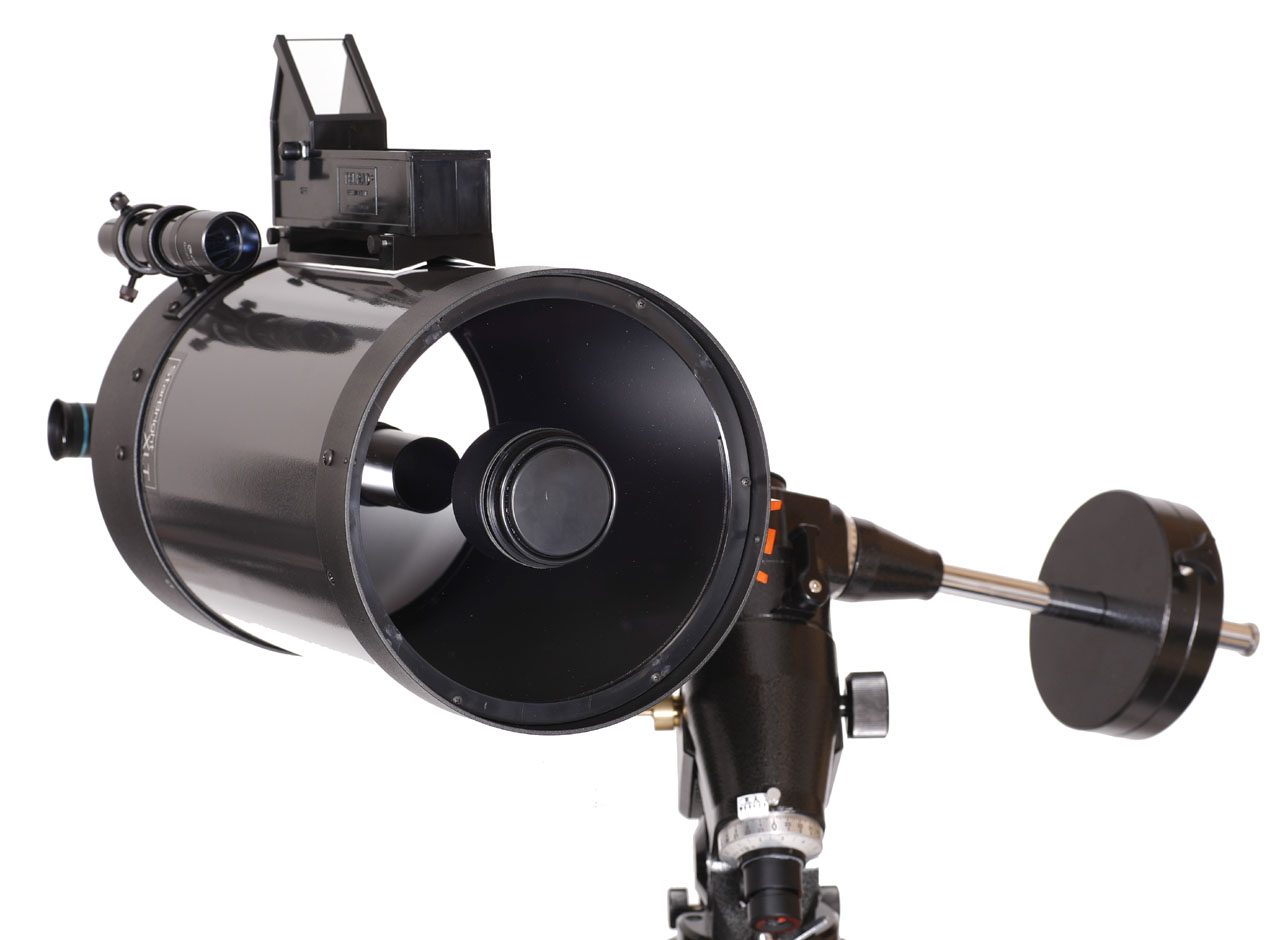
Vista del corrector y del espejo primario de un telescopio Schmidt-Cassegrain

El astrónomo y diseñador de lentes estadounidense James Gilbert Baker propuso por primera en 1940 vez un diseño de tipo Cassegrain para una cámara de Schmidt (ideada por Bernhard Schmidt). El taller de óptica del Observatorio del Monte Wilson fabricó el primero de estos telescopios durante la Segunda Guerra Mundial como parte de su investigación sobre diseños ópticos para el ejército. Al igual que en una cámara de Schmidt, en este diseño se utiliza un espejo primario esférico y una placa correctora de Schmidt para corregir la aberración esférica. En esta configuración de tipo Cassegrain, el espejo secundario convexo actúa como un aplanador de campo y transmite la imagen a través del espejo primario perforado hacia un plano focal final ubicado detrás del espejo primario. Algunos diseños incluyen elementos ópticos adicionales (como aplanadores de campo) situados cerca del plano focal. El primer gran instrumento en utilizar este diseño fue el telescopio James Gregory, instalado en 1962 en la Universidad de Saint Andrews.
A partir de 2021, el telescopio James Gregory también es reconocido como el instrumento Schmidt-Cassegrain de mayor tamaño, y destaca por su gran campo de visión, que alcanza hasta 60 veces el sector del firmamento abarcado por la luna llena.

## Diseños derivados
Si bien existen muchas variaciones del diseño del telescopio Schmidt-Cassegrain (los dos espejos esféricos, los dos espejos asféricos o uno de cada clase), se pueden dividir en dos tipos principales: compactos y no compactos. En la forma compacta, la placa correctora está ubicada en o cerca del foco del espejo primario. En el no compacto, la placa correctora permanece en o cerca del centro de curvatura (dos veces la distancia focal) del espejo primario.
Los diseños compactos combinan un espejo primario rápido y un secundario pequeño y fuertemente curvado. Esto produce una longitud de tubo muy corta, a expensas de la curvatura del campo. Los diseños compactos tienen un espejo primario con una relación focal de alrededor de f/2 y un secundario con una relación focal también de alrededor de f/2, de forma que la separación de los dos espejos determina una relación focal típica del sistema de alrededor de f/10.
Un tipo de diseño no compacto muy bien corregido es el Schmidt-Cassegrain concéntrico (o monocéntrico), donde todas las superficies del espejo y la superficie focal son concéntricas con respecto a un solo punto: el centro de curvatura del primario. Ópticamente, los diseños no compactos brindan una mejor corrección de la aberración y un campo más plano que la mayoría de los diseños compactos, pero a expensas de una mayor longitud del tubo.

## Aplicaciones astronómicas para aficionados

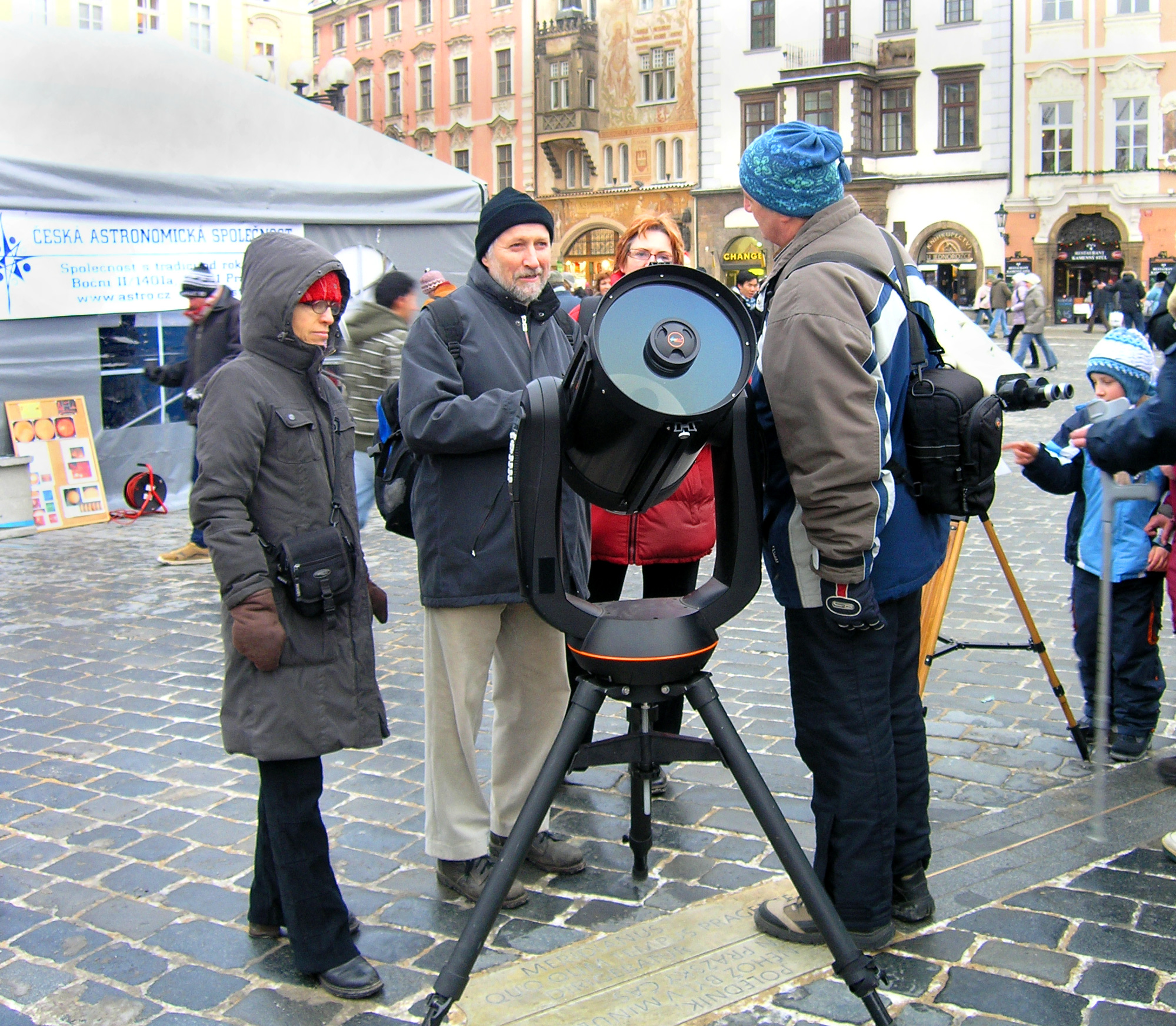
Aficionados a la astronomía durante una demostración urbana de un telescopio Schmidt-Cassegrain

El diseño de Schmidt-Cassegrain es muy popular entre los fabricantes de telescopios caseros porque combina superficies ópticas esféricas fáciles de fabricar para crear un instrumento con la longitud focal larga de un telescopio refractor con el menor costo para una apertura equivalente de un telescopio reflector. El diseño compacto lo hace muy portátil para una apertura dada, lo que se suma a su comerciabilidad. Su elevada relación focal significa que no son un telescopio de campo amplio como su predecesor de la cámara Schmidt, pero son buenos para tareas de campo más estrecho relativas a objetos del espacio profundo y para la observación planetaria.
La versión para el consumidor de este diseño generalmente logra el enfoque ajustando la posición del espejo principal en lugar de un ocular tradicional. Esto significa que la distancia focal del telescopio magnifica los pequeños cambios en la posición del espejo. Como el espejo no está permanentemente fijo en su lugar, es posible que se mueva un poco y provoque que la imagen se desplace. Esto también se conoce como el "fracaso de espejo". Algunos telescopios Schmidt-Cassegrain están equipados con bloqueos de espejo para fijar el espejo principal en su lugar una vez que se ha logrado el enfoque.